# متحف أذربيجان (تبريز)

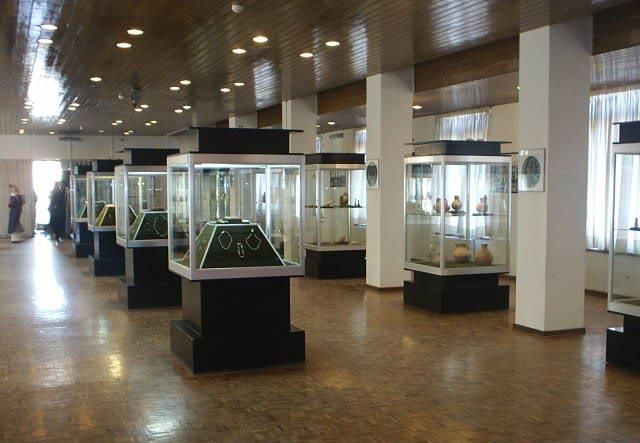
الطابق الأرضي في متحف أذربيجان في تبريز.

متحف أذربيجان أحد أهم متاحف إيران و يقع في تبريز في محافظة أذربيجان الشرقية ،و يعتبر متحف أذربيجان هو المتحف الأثري والتاريخي الرئيسي في تبريز ، و هو المتحف الثاني في إيران بعد متحف إيران الوطني .
تم إنشاء المتحف في شهر (نيسان - إبريل) من عام 1958 م و يقع وسط مدينة تبريز بالقرب من مسجد كبود أو المسجد الأزرق (تبريز) و يجاور حديقة خاقاني العامة . يحتوي المتحف على الكثير من الآثار المرتبطة بتاريخ و فنون المنطقة قبل و بعد ظهور الإسلام و المتحف من تصميم المهندس و عالم الآثار الفرنسي أندريه جودارد و قد إستوحى فيه النمط المعماري في إقليم أذربيجان .
أشرف على بنائه إسماعيل ديباج مسؤول إدارة الثقافة في تبريز في ذلك الوقت .

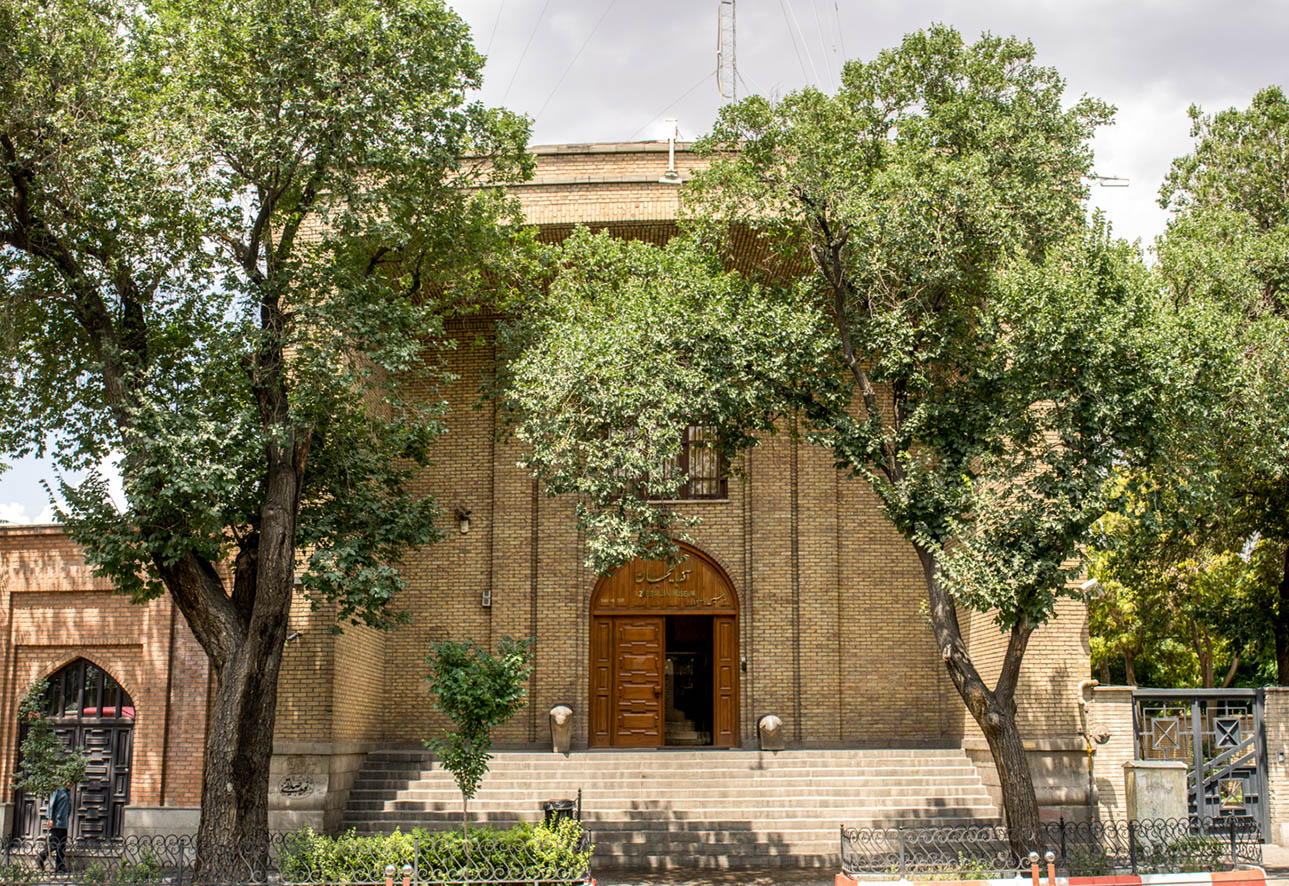
مدخل متحف أذربيجان في تبريز.

## الوصف العام
يتكون المتحف من ثلاث صالات رئيسية خصصت إحداها للمسكوكات الأثرية كما يحتوي المتحف على ساحة جانبية وغرف مكاتب ومكتبة كبيرة . يحتوي المتحف في الغالب على آثار تم اكتشافها من الحفريات في أذربيجان الإيرانية ، كما يحتوي على الكثير من الأعمال و المنحوتات الفنية .
تحتوي مكتبة المتحف على أكثر من 2500 كتاب مطبوعة و مكتوبة بخط اليد عن التاريخ والآثار والفن والثقافة لمنطقة أذربيجان .

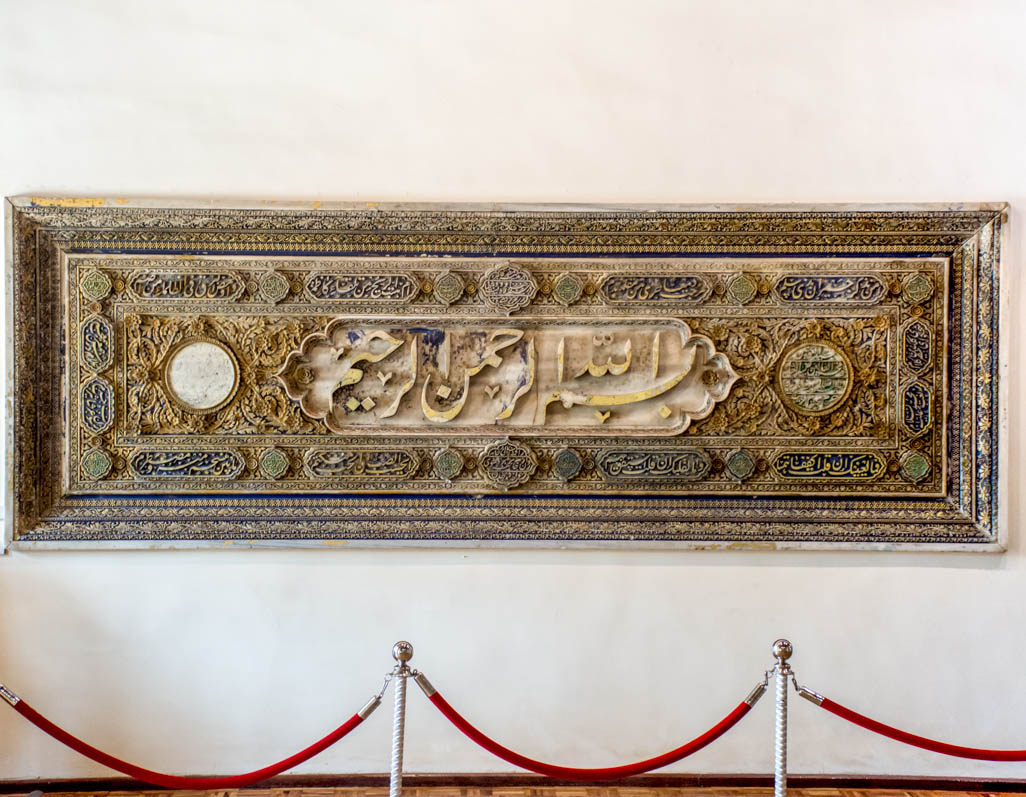
'عبارة بسم الله الرحمن الرحيم منقوشة على حجر رخامي تعود لعام 1845.

## الصالات

### صالة الطابق الأرضي
يوجد في الطابق الأرضي الآثار و الأعمال التاريخية المرتبطة بفترة ماقبل الإسلام و تتضمن الآثار المكتشفة من العصور القديمة و  حتى نهاية الدولة الساسانية (212 - 656 ميلادية) ،و تتضمن هذه الصالة أيضاً جميع الفخاريات المرتبطة بتلة إسماعيل آباد و الواقعة في مقاطعة قزوين ، و تعود هذه الفخاريات إلى خمسة آلاف عام قبل الميلاد .
كما تعرض في هذه الصالة مجسمات سرپانتین المعدنية القديمة -(حرف ال(پ) يلفظ تماماً كلفظ حرف (P) في الإنجليزية) . و قد اكتشفت هذه المجسمات والتي تعود إلى عصور ما قبل التاريخ في موقع جيروفت الواقع في كرمان (محافظة) ؛ و تمثل هذه المجسمات أشكالاً لنياتات و حيوانات مختلفة .
كما يوجد بها نقش مميز لجندي من مملكة فرثيا .
كما يعرض في هذه الصالة هيكلان عظميان يعودان لرجل و امرأة  يتجاوز عمرهما الثلاثة آلاف سنة و جدت مدفونة قرب المسجد الأزرق قرب المتحف .

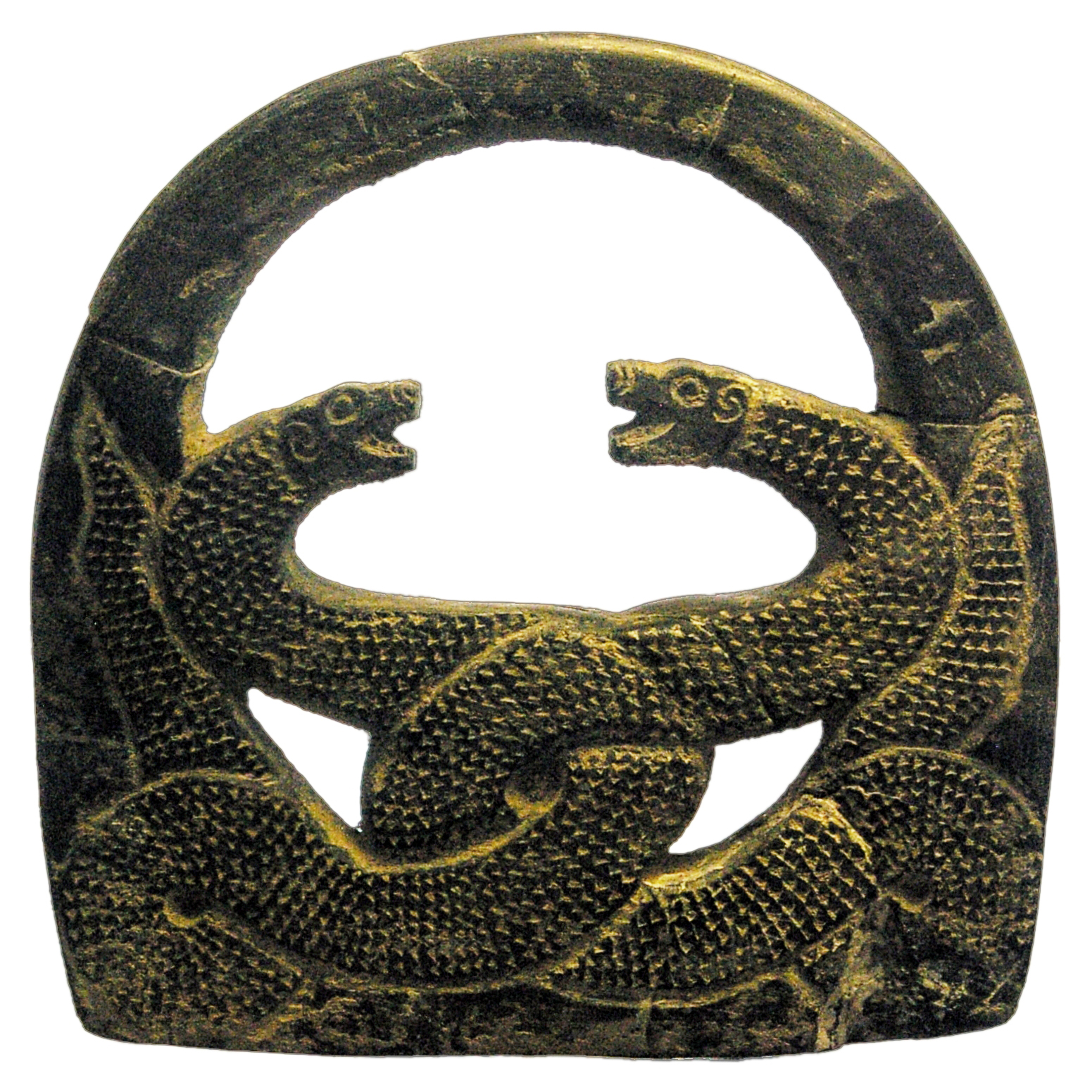
مجسم سرپانتین المعدني و يعود إلى الألف الثالث قبل الميلاد.

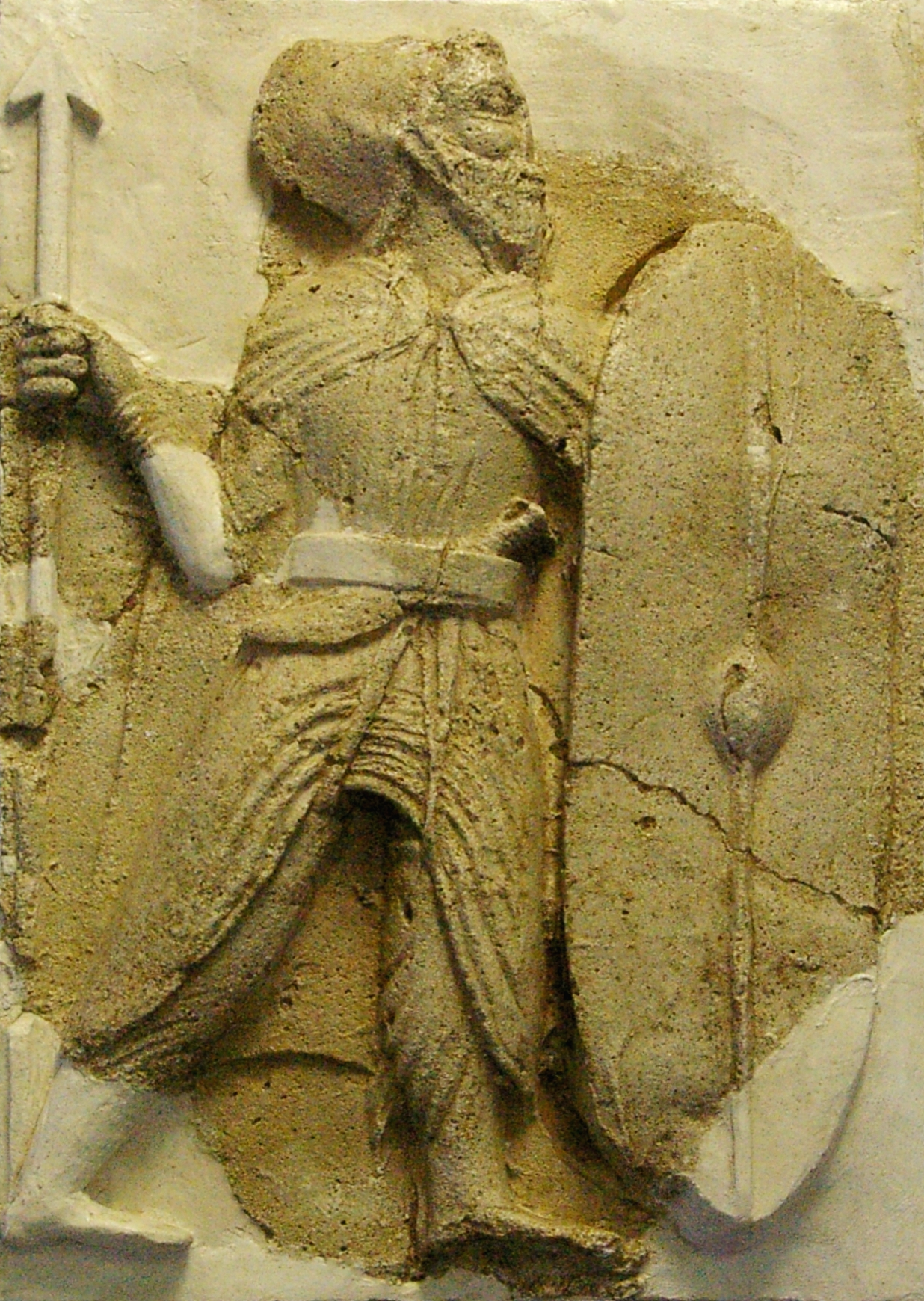
نقش يصور جندياً في مملكة فرثيا اكتشف في قلعة ضحاك.

### صالة الطابق الأول
توجد في هذه الصالة آثار تعود للقرن الرابع الهجري من مدينة نيسابور حيث تتميز هذه الآثار باستخدام الخط الكوفي و الخزف الأبيض  في النقوش و الزخارف المختلفة . كما تعرض هناك مصنوعات فخارية من زمن الدولة الإلخانية ، كما تحتوي الصالة على قفل مميز يعود إلى القرن السادس الهجري .
تحتوي هذه الصالة على مجموعة من أقدم المسكوكات و الأختام التاريخية و التي تعود لفترة تمتد من عصر الإمبراطورية الأخمينية و حتى مملكة القاجار . 

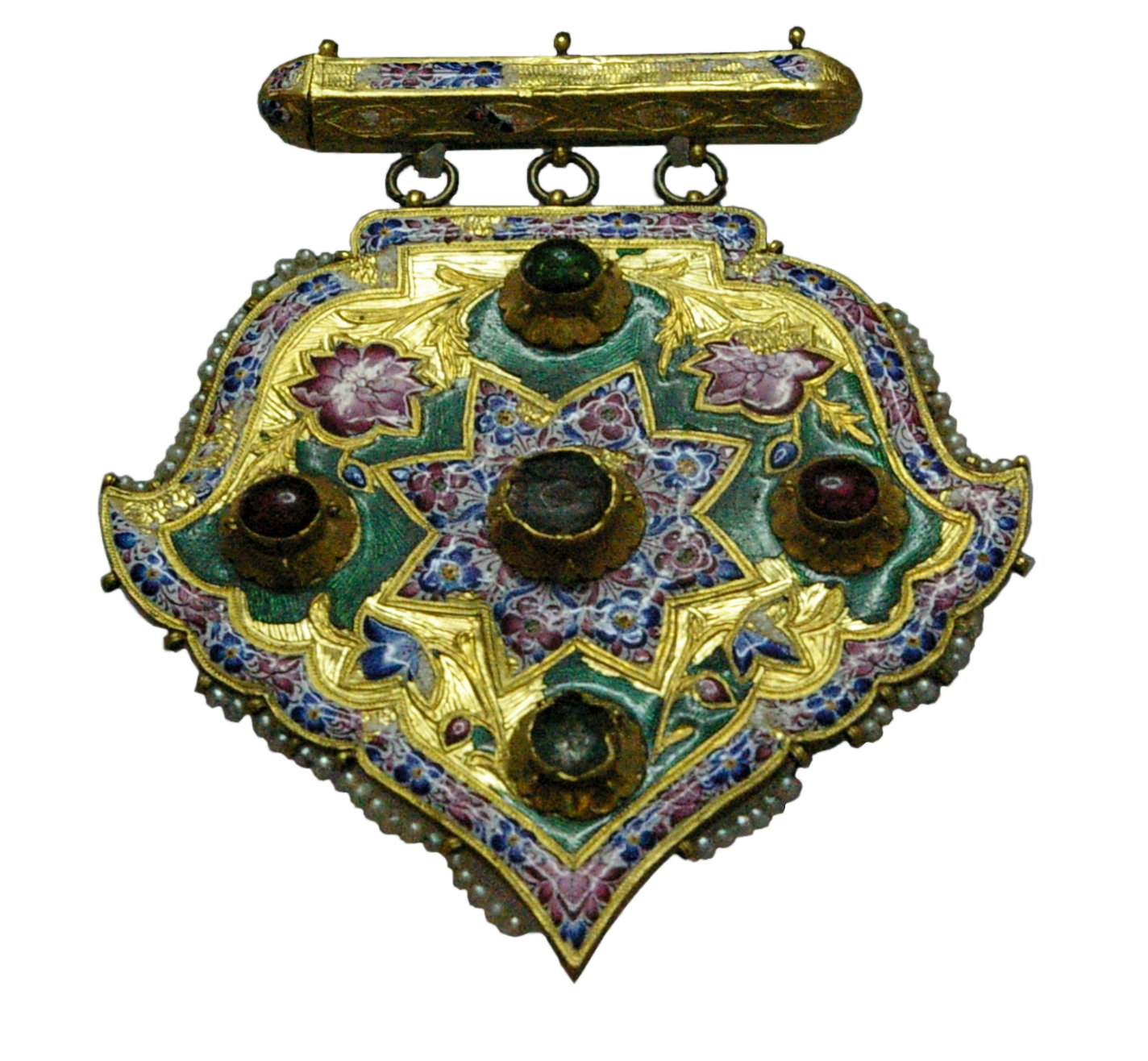
حلي تعود لعصر القاجار

### صالة الطابق الموجود تحت الأرض
تحتوي على منحوتات متنوعة للعديد من الفنانين الإيرانيين .
تتضمن هذه الصالة أيضاً منحوتات حجرية ملونة بالإضافة لمجموعة من التماثيل والأحجار المنقوشة .